# أسيتارسول
أسيتارسول (بالإنجليزية: Acetarsol)‏ ويسمى أيضًا أسيتارسون أو أسيتارزون، هو مضادٌ عدوى. اكتشف لأول مرة عام 1921 في معهد باستور بواسطة إرنست فورنيو [الإنجليزية]، ويُباع تحت الاسم التجاري ستوفارسول.
يُشار بأنه أُلغيَّ وسُحب من السوق منذ 12 أغسطس/آب 1997.

## الاستخدامات الطبية
استُخدم الأسيتارسول لعلاج أمراضٍ مختلفة مثل الزهري والأميبا، وداء العليقيات، وداء المثقبيات، والملاريا. كما شاع استخدامه لعلاج التهاب المهبل الناتج عن المشعرات المهبليَّة والمبيضات البيضاء. عند تناوله عن طريق الفم، يمكن استخدامه لعلاج الأميبا المعوية، وتجري الأبحاث لاستخدامه في شكل تحاميل لعلاج التهاب المستقيم.